# Église Notre-Dame-de-Lourdes de Nevers
Pour les articles homonymes, voir Église Notre-Dame-de-Lourdes.
 (décembre 2023).
Si vous disposez d'ouvrages ou d'articles de référence ou si vous connaissez des sites web de qualité traitant du thème abordé ici, merci de compléter l'article en donnant les références utiles à sa vérifiabilité et en les liant à la section « Notes et références ».
L'église Notre-Dame-de-Lourdes est une église catholique située à Nevers, en France.

## Localisation
Adresse : 30 rue Saint-Benin

## Histoire
- Elle ne cite pas suffisamment ses sources. Vous pouvez indiquer les passages à sourcer avec {{référence nécessaire}} ou {{Référence souhaitée}}, et inclure les références utiles en les liant aux notes de bas de page. (Marqué depuis juillet 2017)

Jusqu'à la fin du XIXe siècle, la colline des Montapins était isolée de la ville par un grand marécage formé par les eaux du ruisseau de la Passière et baignant la colline de Saint-Gildard et les murs de la ville. 
Bien ensoleillée, cette butte était favorable à la culture de la vigne et, de tous temps, les notables y avaient leur maison des champs avec vignes, pressoir et cave. Ils y venaient le dimanche pour jouir de la belle vue sur la Loire et goûter leur petit vin du terroir dont Adam Billaut, au XVIIe siècle, parlait dans ses Chevilles[réf. nécessaire].
La construction de la ligne de chemin de fer de  Paris à Lyon amena l'assèchement du marais, la canalisation souterraine du ruisseau et la construction du Pont de le Grippe reliant la colline à la ville. Bientôt toute une population « cheminote » y construisit de nombreux pavillons et un quartier neuf surgit sur le flanc de la colline dominant le gare. De nombreux enfants grandissaient et la nécessité d'une école et d'un lieu de culte se firent sentir[réf. nécessaire]. 
C'est alors qu'un jeune prêtre, l'Abbé Cloix, songea y faire ériger une église. Celle-ci devait être la reproduction, en plus petit, de la basilique de Lourdes, et le bâtiment descendre jusqu'à la rue Saint-Benin.
Mais les difficultés s'amoncelèrent : terrain trop argileux, inondations des fondations en temps de pluie, manque d'argent etc. Cependant le gros œuvre étant achevé, on put ouvrir l’église en 1903.
Voyant qu'il ne pourrait terminer son église, il voulut en finir d’orner l'intérieur avec la sculpture des piliers du chœur et l'installation de l'orgue, don de l'un de ses amis, Mgr Jouin, curé de l'église Saint-Augustin de Paris.
La maison Berruet-Matherat, menuisiers de renom, se chargea de construire la tribune et son inauguration fut présidée par Mgr Bouin et par l'organiste de Saint-Augustin.

## Architecture
L'église est de conception néo-gothique.

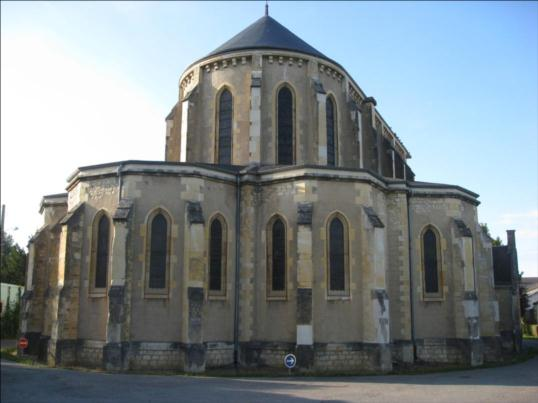
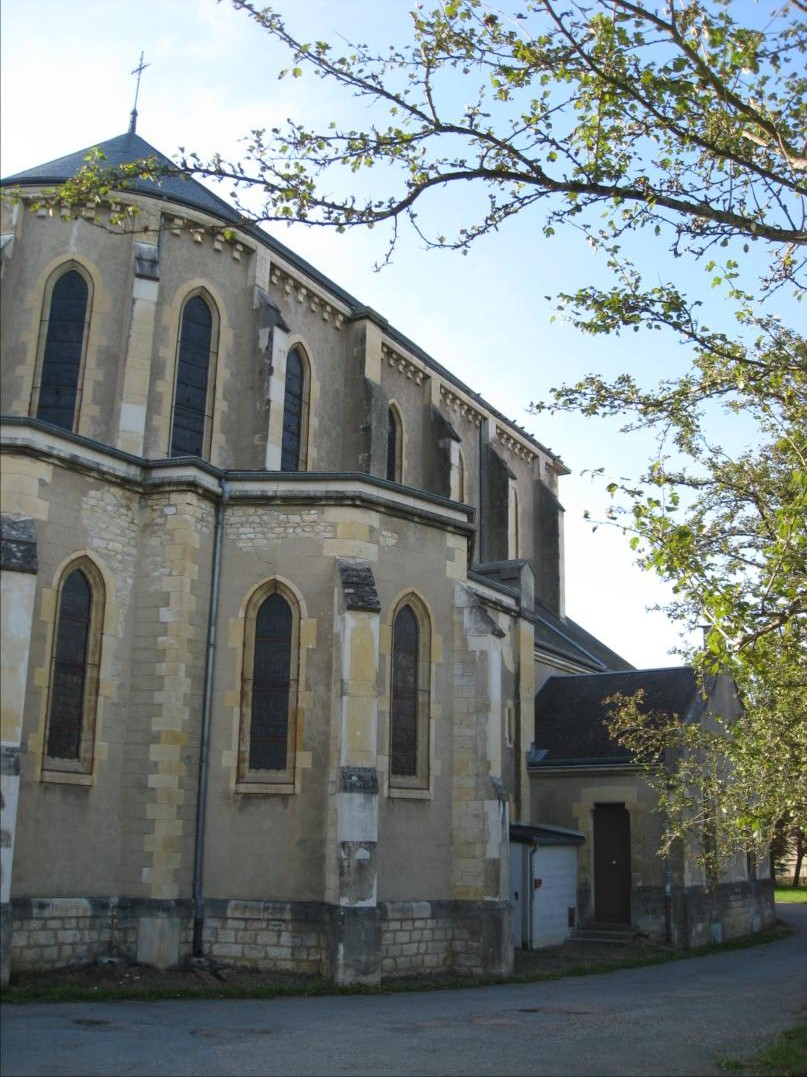
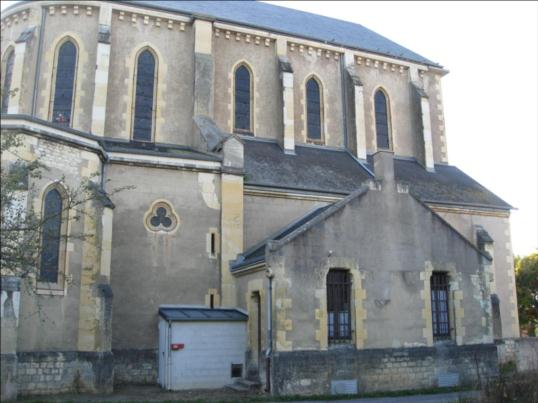
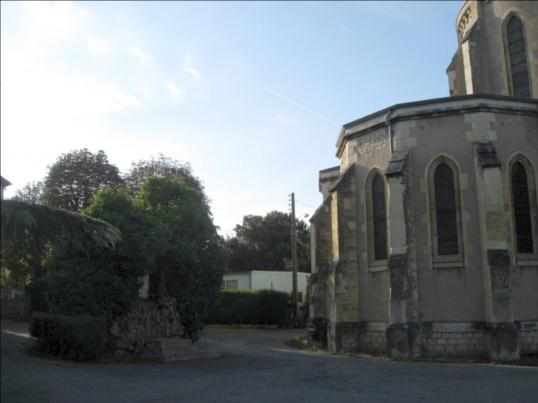
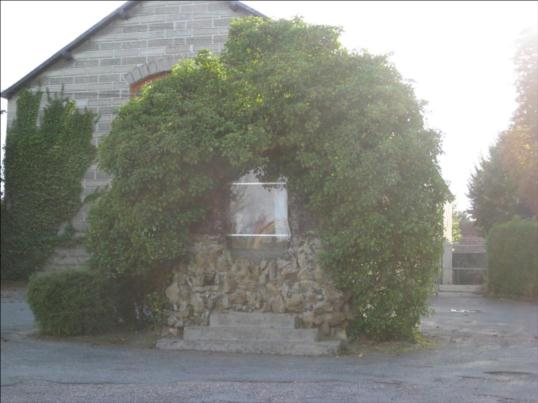
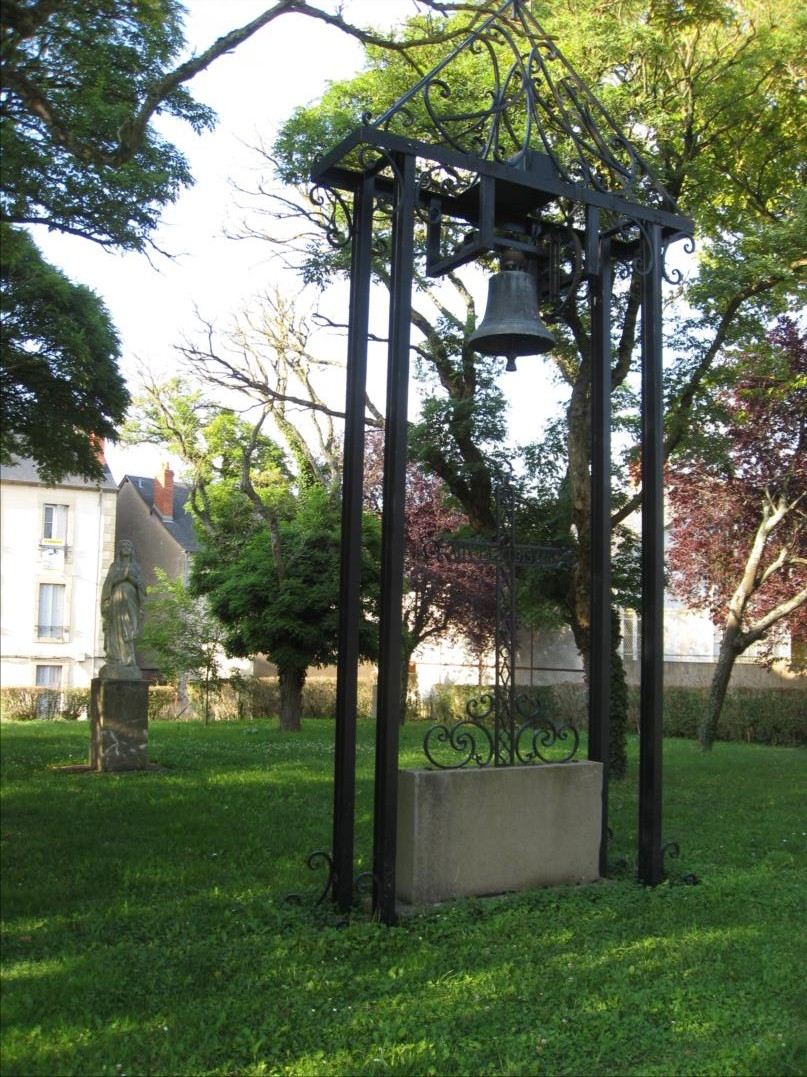